# Bill Legend
Bill Legend, pseudonimo di William Fifield (Barking, 8 maggio 1944), è un batterista inglese che ha militato nella band glam rock T. Rex durante il suo periodo di massimo successo.

## Biografia
Legend lavorava come artista commerciale dopo aver lasciato la scuola, suonando le percussioni in svariate band. Stava proprio suonando per una di queste band quando Marc Bolan, fondatore e leader del gruppo T. Rex che al tempo era da poco assurto ad una popolarità straordinaria, lo notò e chiese al produttore Tony Visconti di contattarlo. Legend accettò e subito acquistò uno dei vecchi album della band risalente al periodo in cui ancora si chiamava Tyrannosaurus Rex, per prendere confidenza con il loro particolare sound.
Appena entrato nella band Bolan gli consigliò di adottare uno pseudonimo da utilizzare durante i concerti: fu così che, su consiglio dello stesso Marc, adottò il soprannome di Bill Legend. Bill suonò per i T. Rex per tre anni, dal 1970 al 1973, e lasciò la formazione quando essa si disgregò a causa dello scarso successo degli ultimi album. In seguito Marc trovò altri membri per la sua band, continuando ad incidere album e a pubblicare singoli per altri quattro anni, fino a quando non morì in un incidente stradale nel 1977.
La cosa interessante è che Bill, il quale attualmente vive a Chelmsfors, nell'Essex, è l'unico membro dei T. Rex degli anni d'oro rimasto.